# Attilio Labis
Attilio Labis (Vincennes, 5 de septiembre de 1936 - 26 de enero de 2023) fue un bailarín, coreógrafo y maestro de ballet francés. 

## Biografía
Nacido en 1936 de padre italiano y madre francesa, comenzó su formación en la Ópera de París cuando tenía 9 años y ascendió en las filas de la escuela. En 1952 fue aceptado en el cuerpo de baile del Ballet de la Ópera de París, pero en 1958 tuvo que alistarse en el ejército. Al completar su servicio militar, regresó y audicionó con éxito para un puesto de "Premier Danseur" (Primer solista) después de solo una semana de entrenamiento. Fue ascendido a "Danseur Étoile" (bailarín principal) aproximadamente un año después, después de que André Malraux —ministro de Cultura de la República Francesa en esa época— lo viera bailar "Pas de Dieux", una coreografía de Gene Kelly, y recomendara su ascenso. Actuó como bailarín principal en el Ballet de la Ópera de París de 1960 a 1972, luego enseñó a la compañía como profesor de ballet hasta su jubilación.
Se consideró que Labis había aportado muchas innovaciones técnicas a la escuela francesa, incluidos pasos más acrobáticos en solos y dúos, por ejemplo colocando el pie más alto a la posición "retiré au genou" (altura de la rodilla) para los giros, desde el antiguo "à la cheville" (altura del tobillo).
Bailó a menudo con su esposa, la primera bailarina Christine Vlassi, así como con otros bailarines principales como Margot Fonteyn y Claude Bessy. Él creó el papel de Siegfried en la versión de Vladimir Bourmeister de El lago de los cisnes en el Ballet de la Ópera de París.
Como coreógrafo, realizó versiones de Espartaco, Romeo y Julieta, Casse-Noisette y Sheherazade; y creó Arcades en 1964 para el Ballet de la Ópera de París, obra que ingresó al repertorio de la Escuela de ballet de la Ópera en 1981.
Falleció el 26 de enero de 2023, a la edad de 86 años.

## Filmografía
Apareció en varias películas y series de televisión, incluyendo L'Âge en fleur (1975), Le Specter de la danse (1986), y Les Cahiers retrouvés de Nina Vyroubova.